# Joseph Jimenez
Joseph „Joe“ Jimenez (* 1959 ve Walnut Creek, Kalifornie) je manažer pocházející z USA. Od roku 2010 je CEO ve švýcarském farmaceutickém koncernu Novartis.
Manažer s italskými a španělskými kořeny vyrostl v Kalifornii. Studoval ekonomii na Stanford University a úspěšně odpromoval roku 1982. Roku 1984 absolvoval také vzdělávací kurz v oboru Business Administration na kalifornské universitě v Berkeley. V současnosti zastává funkci viceprezidenta v evropském sdružení farmaceutických firem nazvaném European Federation of Pharmaceutical Industries and Associations (EFPIA).
Jimenez v minulosti pracoval také ve společnostech Clorox, ConAgra Foods, H. J. Heinz Company, AstraZeneca a Blackstone Group. Ve společnosti Novartis pracuje od dubna roku 2007.
Jimenez má v současnosti trvalé bydliště ve městě Reinach, které se nachází ve Švýcarsku v kantonu Basilej-venkov. Má dva syny a jednu dceru.